# Ficus geniculata
Ficus geniculata är en mullbärsväxtart som beskrevs av Wilhelm Sulpiz Kurz. Ficus geniculata ingår i släktet fikonsläktet, och familjen mullbärsväxter. Utöver nominatformen finns också underarten F. g. insignis.